# Giornata mondiale della giustizia sociale
La giornata mondiale della giustizia sociale è una ricorrenza internazionale celebrata il 20 febbraio di ogni anno a partire dal 2009, indetta dall'Organizzazione delle Nazioni Unite per promuovere il tema della giustizia sociale a livello mondiale.